# Kilchoman

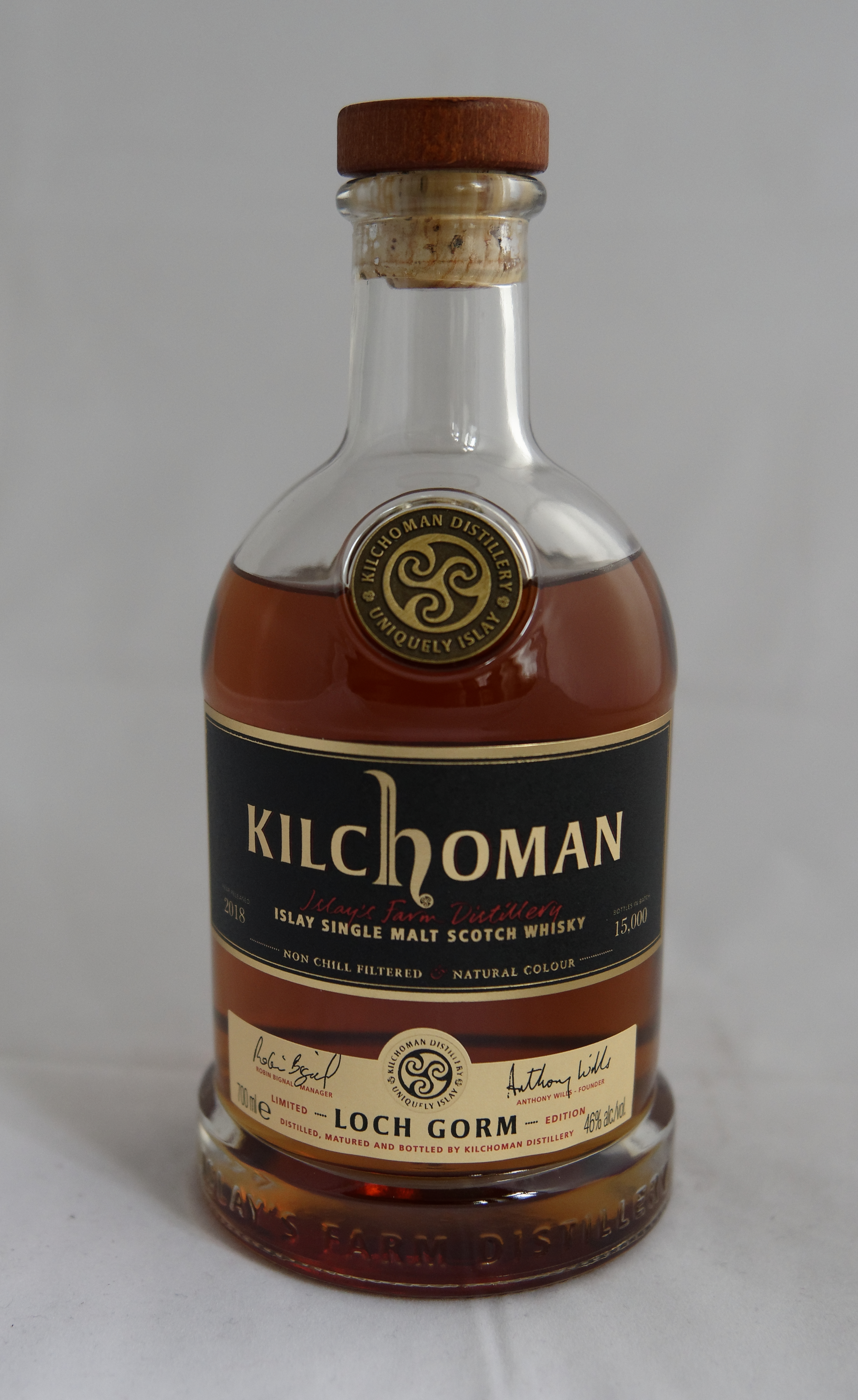
Kilchoman Loch Gorm, 46 %

Килхоман (англ. Kilchoman) — винокурня на острове Айлей на западе Шотландии, производящая одноимённый односолодовый виски.
Винокурня Килхоман открыта в 2005 году и носила статус самой молодой винокурни на острове, открытой впервые за 124 года, до 2019 года, когда на острове открылась винокурня Арднахо.
Основателем винокурни является Энтони Уиллс (Anthony Wills).
Производство расположено на западной стороне острова, около небольшого города Килхоман и является самой западной винокурней Шотландии.
Первая бочка была залита 14 декабря 2005 года.
Для производства виски используется солод с местной фермы Rockside.
Килхоман является одной из шести шотландских винокурен, использующей традиционный «напольный» метод соложения ячменя.

## История
В настоящий момент винокурня производит следующие регулярные релизы:
- Loch Gorm (46 % ABV) — регулярный разлив с выдержкой в бочках из-под хереса;
- Machir Bay (46 % ABV) — регулярный разлив с выдержкой в бочках из-под бурбона;
- Sanaig (46 % ABV) — регулярный разлив с выдержкой в бочках из-под хереса.

Другие релизы:
- 100 % Islay (50 % ABV) — выпускается периодически. Все ингредиенты виски взяты с острова;
- Madeira Cask Matured (50 % ABV) — релиз 2015 года. Выдержка в бочках из-под мадеры;
- Port Cask (55 % ABV) — релиз 2014 года. Выдержка в бочках из-под портвейна;
- Kilchoman Club 2014 (58.4 %ABV) 4 года выдержки;
- Kilchoman Coull Point (46 %ABV) 4 года выдержки;
- Kilchoman Inaugural 2009 (46 %ABV) 3 года выдержки;
- Kilchoman Autumn 2009 (46 %ABV) 3 года выдержки;
- Kilchoman Winter 2010 (46 %ABV) 3 года выдержки;
- Kilchoman Summer 2010 (46 %ABV) 3 года выдержки;
- Kilchoman Feis Ile 2013 (46 %ABV) 5 лет выдержки. Винтаж 2008 года.
- Kilchoman Sherry Cask (46 %ABV) 5 лет выдержки;
- Kilchoman Vintage 2006, 2007, 2008

Виски Килхоман всегда бутилируется при натуральном цвете и без холодной фильтрации.